# James Ross Macdonald
James Ross Macdonald (* 27. Februar 1923 in Savannah, Georgia, USA; † 30. März 2024 in Chapel Hill, North-Carolina, USA) war ein US-amerikanischer Physiker, der für seine vielfältigen experimentellen und theoretischen Beiträge zur Physik der kondensierten Materie und Elektrotechnik und als Herausgeber eines Standardwerks zur Impedanzspektroskopie bekannt wurde.

## Leben
Macdonald studierte Physik und Elektrotechnik am Williams College in Williamstown und am Massachusetts Institute of Technology, Cambridge. 1944 bis 1946 war er Offizier in der U.S. Navy. Macdonald promovierte 1950 in Physik an der University of Oxford. Von 1950 bis 1953 forschte er in der Armour Research Foundation und am Argonne National Laboratory in Chicago. Von 1953 bis 1974 hatte er verschiedene leitende Stellungen in der Forschungsabteilung von Texas Instruments inne. 1974 nahm Macdonald eine Professur in Physik an der University of North Carolina at Chapel Hill an. 1989 wurde er emeritiert.
Für seine wissenschaftlichen Leistungen erhielt Macdonald verschiedene Ehrungen, insbesondere wurde ihm 1985 der George E. Pake Prize der American Physical Society verliehen und 1988 erhielt er die IEEE Edison Medal des Institute of Electrical and Electronics Engineers. Er war Fellow der American Physical Society und Mitglied der National Academy of Sciences und der National Academy of Engineering.
Seit 1946 war Macdonald 67 Jahre lang mit Margaret Taylor Macdonald verheiratet, die 2013 verstarb. Mit ihr hatte er eine Tochter und zwei Söhne. 2016 heiratete er Dr. Marlene B. Appley († 8. Juli 2023). Er verstarb am 30. März 2024 im Alter von 101 Jahren.

## Forschung
Macdonalds Forschung umfasste verschiedene Themen in den Feldern Physik, Elektrochemie, angewandte Mathematik und Elektrotechnik. Beispiele sind Arbeiten zur linearen Antwortfunktion, die Entwicklung von Analysemethoden von Impedanz- und dielektrischen Spektren und verschiedene Beiträge zur Physik von Elektrolyten und Elektrolyt-Metall-Grenzflächen.

## Veröffentlichungen
Macdonald hat über 250 Publikationen in internationalen Wissenschaftsjournalen und Büchern veröffentlicht. Er war Inhaber von 10 Patenten. Das von ihm herausgegebene Buch „Impedance Spectroscopy“ gilt als Standardwerk in seinem Feld. Macdonald blieb bis ins hohe Alter wissenschaftlich aktiv und publizierte bis 2016 regelmäßig in referierten internationalen Wissenschaftsjournalen. 2018 gab er zusammen mit Evgenij Barsoukov eine neue Version seines Buches zur Impedanzspektroskopie heraus.